# Баранув (Великопольське воєводство)
Баранув (пол. Baranów, нім. Baranow, 1939-45: Rundstätt) — село в Польщі, у гміні Баранув Кемпінського повіту Великопольського воєводства.
Населення — 2000 осіб (2011).
У 1975-1998 роках село належало до Каліського воєводства.

## Демографія
Демографічна структура станом на 31 березня 2011 року:
|          | Загалом | Допрацездатний вік | Працездатний вік | Постпрацездатний вік |
| -------- | ------- | ------------------ | ---------------- | -------------------- |
| Чоловіки | 976     | 207                | 716              | 53                   |
| Жінки    | 1024    | 227                | 661              | 136                  |
| Разом    | 2000    | 434                | 1377             | 189                  |